# Agallpampa
Agallpampa es una localidad peruana capital del Distrito de Agallpampa de la Provincia de Otuzco en la Región La Libertad. Se ubica aproximadamente a unos 82 kilómetros al este de la ciudad de Trujillo.